# Chalcostigma stanleyi
Chalcostigma stanleyi е вид птица от семейство Колиброви (Trochilidae).

## Разпространение
Видът е разпространен в Боливия, Еквадор и Перу.